# María Corda
María Corda (Deva, 4 mei 1898 – Thônex, 15 februari 1976) was een Hongaars actrice.

## Levensloop
María Corda werd als Mária Antónia Farkas geboren in Deva (toen Hongarije, nu Roemenië) in Transsylvanië. Ze begon haar acteercarrière in de theaters van Boedapest aan de vooravond van de Eerste Wereldoorlog. Na de val van de dubbelmonarchie kwam ze terecht in de Hongaarse filmindustrie. Ze kreeg haar eerste filmrol in 1919 in een prent van Alexander Korda. Ze volgde hem in 1921 naar Wenen, waar ze samen een kind kregen en waar zij een ster werd van de stomme film. In 1925 trokken ze samen naar Berlijn en één jaar later naar Hollywood. Met de intrede van de geluidsfilm raakte haar acteercarrière in het slop. Ze keerde terug naar Europa, waar ze nog een paar kleine rollen speelde.
María Corda en Alexander Korda scheidden in 1930 en zij vestigde zich in New York als romanschrijfster. De laatste jaren van haar leven bracht ze door in Zwitserland.

## Filmografie (selectie)
- 1919: Ave Caesar!
- 1919: Fehér rózsa
- 1922: Samson und Delila
- 1923: Das unbekannte Morgen
- 1924: Tragödie im Hause Habsburg
- 1924: Jedermanns Weib
- 1924: Die Sklavenkönigin
- 1925: Der Tänzer meiner Frau
- 1925: Gli ultimi giorni di Pompeii
- 1925: Der Gardeoffizier
- 1926: Eine Dubarry von heute
- 1926: Madame wünscht keine Kinder
- 1927: Der Kampf um den Mann
- 1927: The Private Life of Helen of Troy
- 1928: Love and the Devil
- 1928: Tesha
- 1929: Heilige oder Dirne
- 1929: Die Konkurrenz platzt